# コバノイラクサ
コバノイラクサ（小葉の刺草、学名: Urtica laetevirens）は、イラクサ科イラクサ属の多年草。「刺はなく痛くない。」とする文献もあるが、茎と葉に刺毛があり、刺さると痛い。

## 特徴
植物体全体が淡緑色。茎は四稜形で、直立して高さ50-100cmになる。茎に刺毛と細毛がまばらに生え、刺毛に刺さると痛い。葉は対生し、葉身は卵形から広卵形で、長さ5-10cm、幅3-5cm、縁は粗い単鋸歯であまりとがらず、重鋸歯にはならない。葉身の先は尾状になるが長くはとがらず、基部は切形または円形、葉の両面はほぼ同色で光沢が無く、両面に短毛が散生し、密に腺点がある。葉柄は葉身の3分の1の長さ。茎の各節に離生した4個の托葉があり、線形で長さ6-7mmになる。
花期は7-10月。雌雄同株。葉腋から1対の穂状花序を出し、上方の葉腋につく花序は雄花序、下方の葉腋につく花序は雌花序である。穂状花序は長さ2-3cmになり、花は小さな緑白色になる。花は4数性で、雄花の花被片は4個で径2mm、雄蕊も4個あり、雌花の花被片は4個で小型である。果実は緑色で卵円形の痩果で長さ1-2mmになる。染色体数は2n=26。

## 分布と生育環境
日本では、北海道、本州の近畿地方以北に分布し、山地の渓流沿いの湿った林内などに生育する。世界では、朝鮮半島、中国大陸に分布する。

## 名前の由来
和名コバノイラクサは、「小葉の刺草」の意で、小さい葉を持ったイラクサの意味、「刺草」は茎葉にある刺毛によって疼痛を感じることによる。
属名 Urtica は、ラテン語の uro で、「燃やす」「ちくちくする」に由来する古典ラテン語であり、この属の種にギ酸を含む刺毛があり、触れるとちくちくと痛むことによる。種小名（種形容語）laetevirens は、「鮮緑色の」「ライトグリーンの」の意味。

## 種の保全状況評価
国（環境省）のレッドデータブック、レッドリストでの選定はない。都道府県のレッドデータ、レッドリストの選定状況は次の通りとなっている。東京都-絶滅危惧II類(VU)、新潟県-絶滅危惧II類(VU)、滋賀県-分布上重要種、奈良県-絶縁寸前種、徳島県-絶滅危惧IA類(CR)、高知県-絶滅危惧IA類(CR)、福岡県-絶滅危惧IB類(EN)。

## ギャラリー

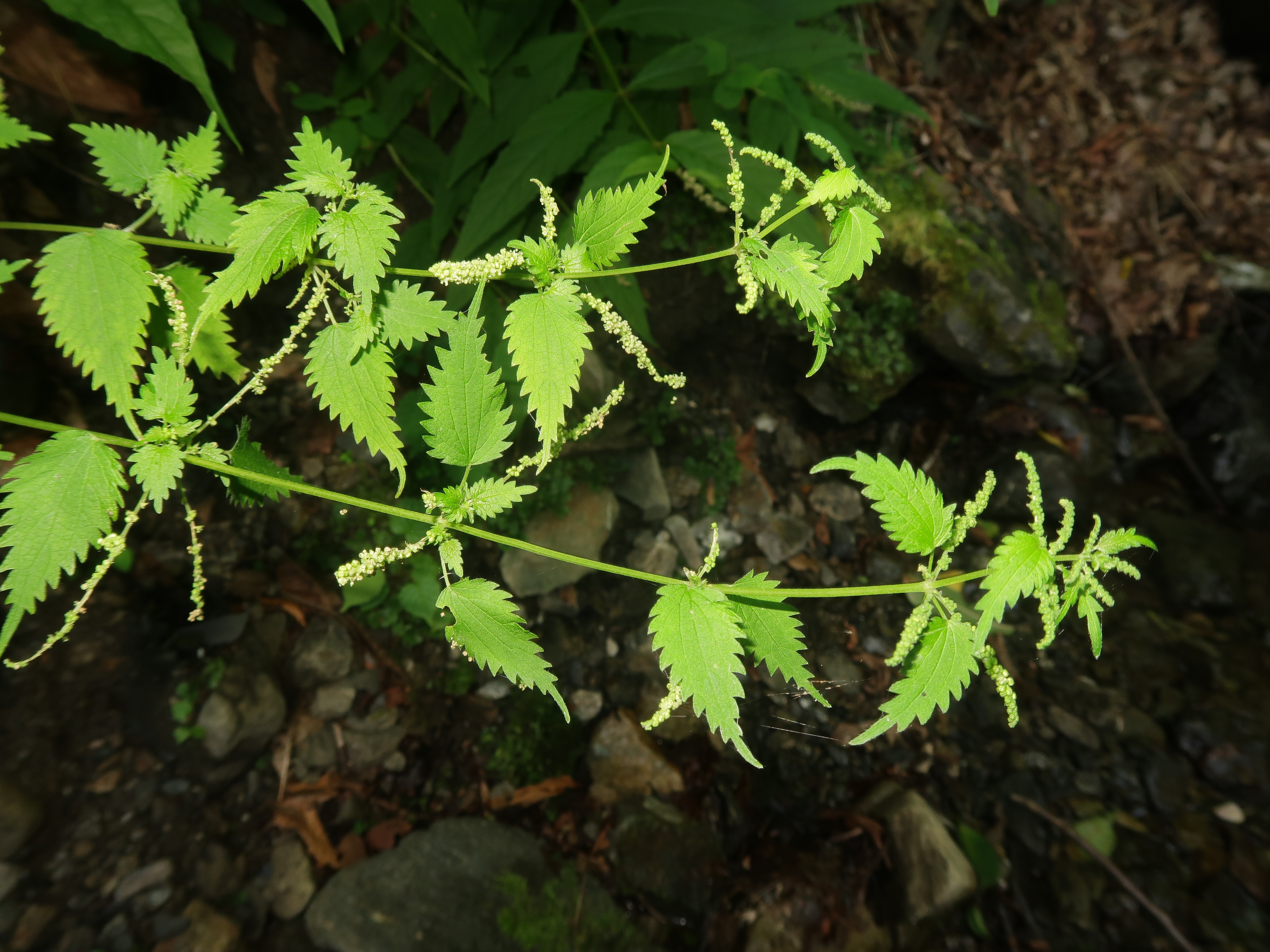
植物体全体が淡緑色、葉は対生する。沢沿いの湿った林内で。
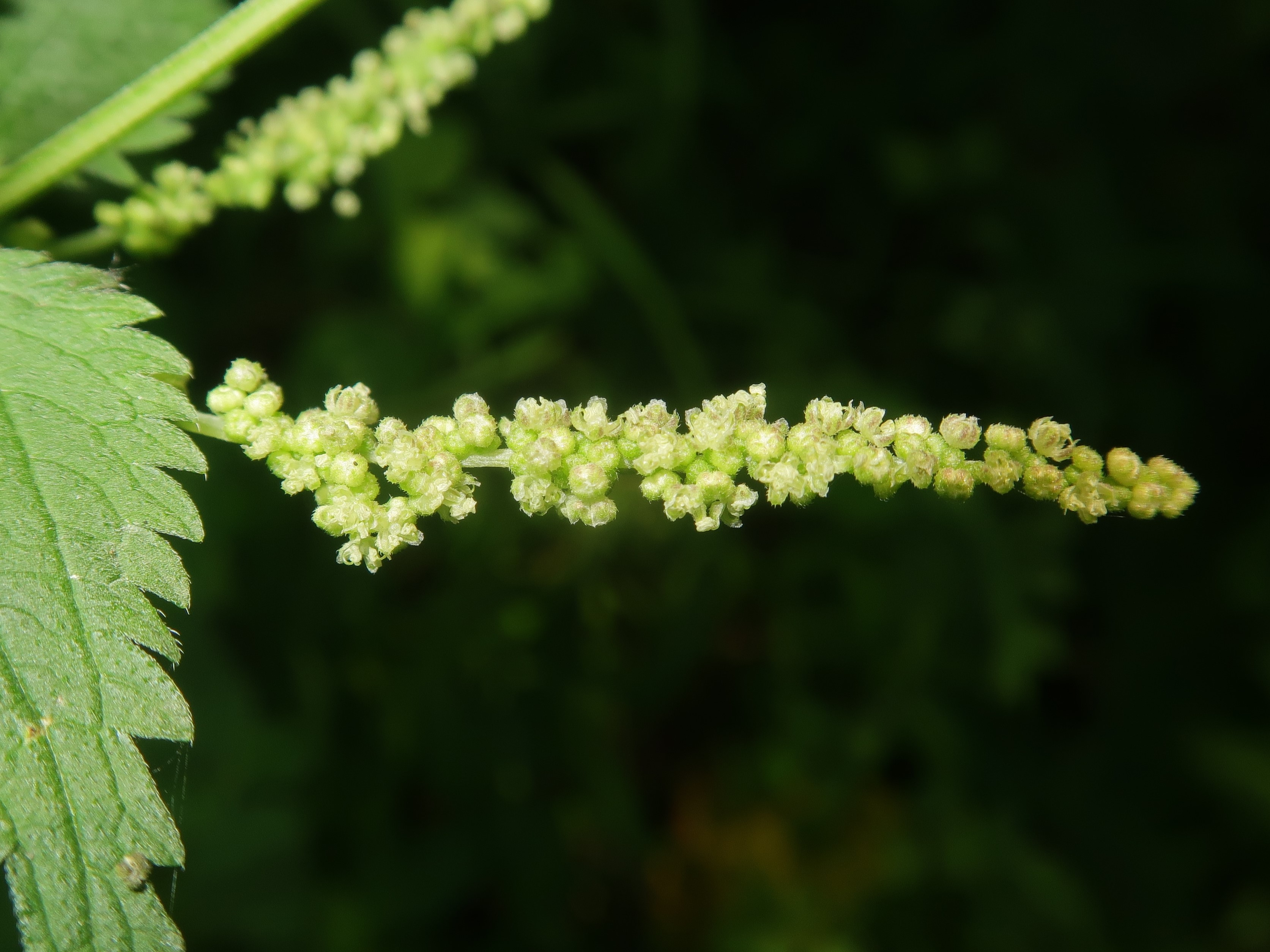
花序は穂状花序になり、花は小さな緑白色になる。
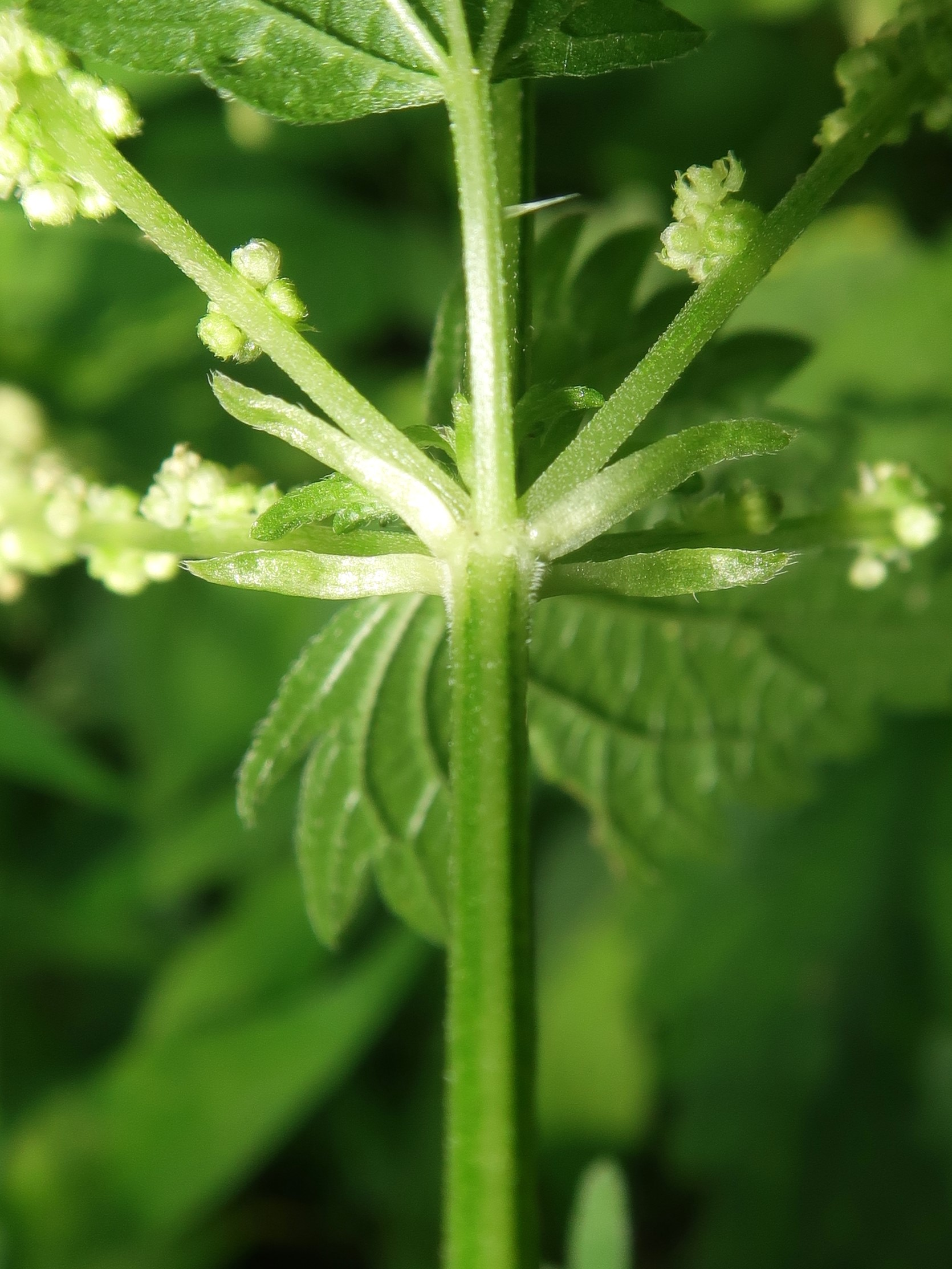
茎の各節に離生した4個の線形の托葉がある。
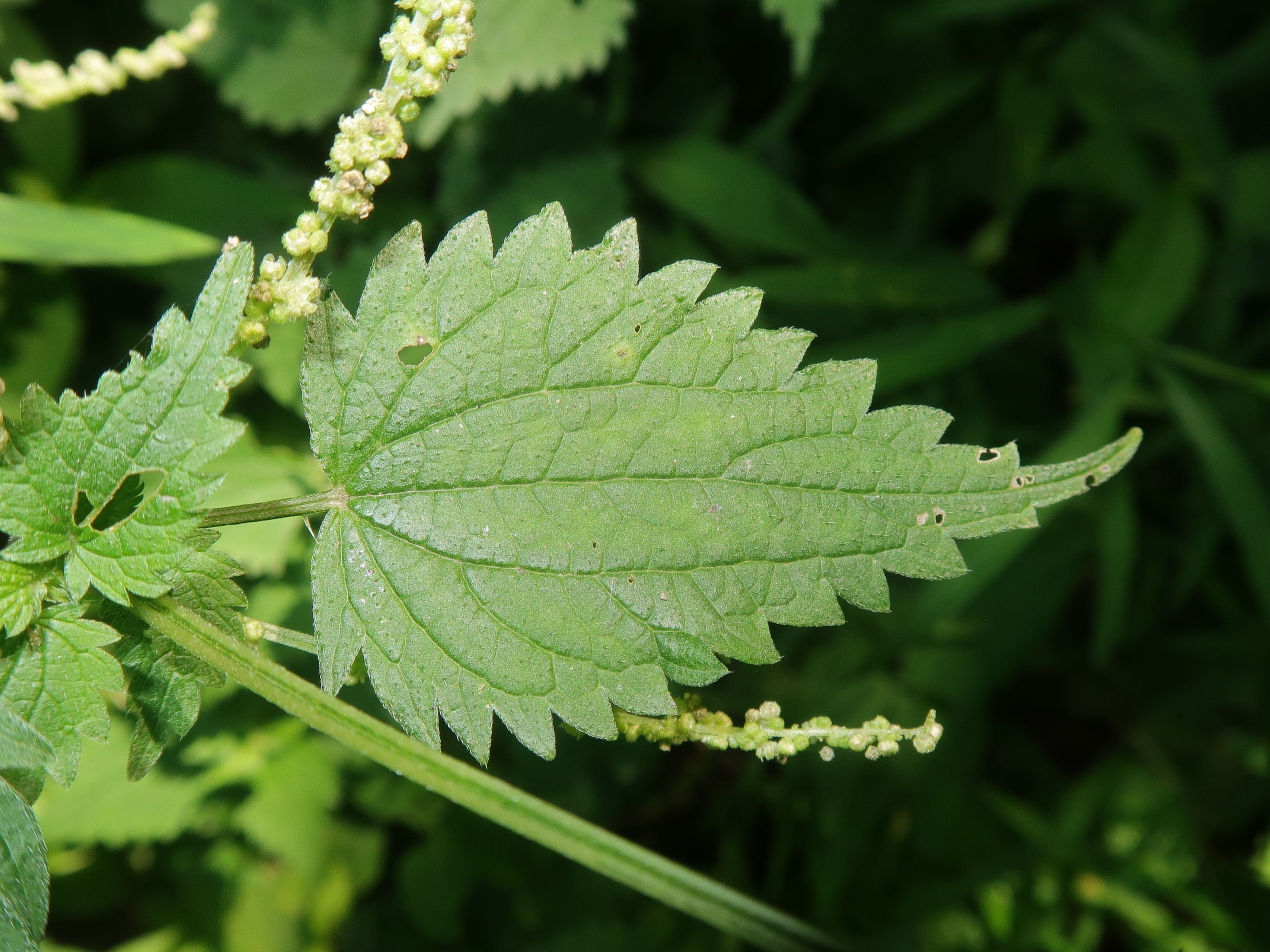
葉の表面。葉身は卵形から広卵形で、縁は粗い単鋸歯で重鋸歯にはならない。短毛が生え、腺点が多い。
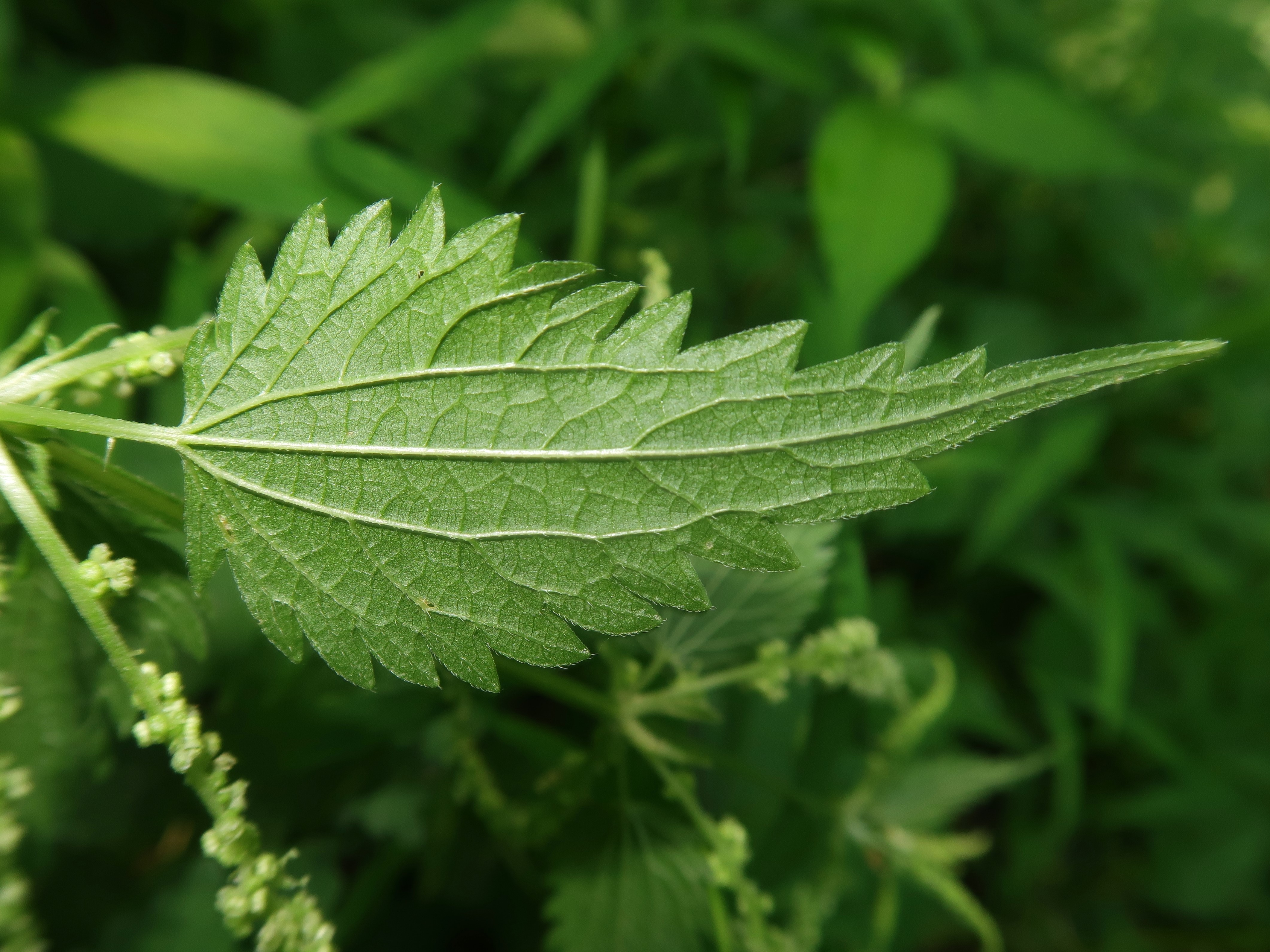
葉の裏面。表面とほぼ同色。短毛が散生する。

## 分類
イラクサ科のうち、植物体に触ると痛い刺毛があるものに、ムカゴイラクサ属 Laportea Gaudich. と本種が属するイラクサ属 Urtica L. があり、ムカゴイラクサ属は葉が互生し、イラクサ属は葉が対生する。イラクサ属に属する日本に分布する種は、本種のほか、イラクサ Urtica thunbergiana Siebold et Zucc.、エゾイラクサ U. platyphylla Wedd.およびホソバイラクサ U. angustifolia Fisch. ex Hornem. var. angustifoliaがある。
本種とホソバイラクサは、托葉が各節に4個あり、本種の葉は卵形から広卵形で小型で先は長くとがらず、鋸歯は単鋸歯になり、ホソバイラクサの葉は本種と比べ幅が細く、先は細長くとがる。ホソバイラクサ（変種のナガバイラクサ var. sikokiana を含む。）は北海道、本州、四国、九州、朝鮮半島、中国大陸、シベリア東部、カムチャツカ半島に分布する。イラクサとエゾイラクサは、托葉が各節に2個あり、イラクサの葉は卵形で、鋸歯は欠刻状の重鋸歯になるのに対し、エゾイラクサの葉は狭卵形から卵状長楕円形になり、鋸歯は単鋸歯になる。イラクサは本州の福島県以南、四国、九州、朝鮮半島、台湾に分布し、エゾイラクサは、南千島、北海道、本州の中部地方以北、千島列島、サハリン、シベリア東部、カムチャツカ半島に分布する。

## 利用
『食べられる野生植物大事典（草本・木本・シダ）』（2007年、柏書房）の著者の橋本郁三は、同著のなかで、本種について、他の文献（佐藤孝夫著、『北海道山菜図鑑』、1995年）の記述を紹介し、同属のホソバイラクサとともに山菜として「食べられる，と記述されている。」としている。